# Astrid Kirchherrová
Astrid Kirchherrová (nepřechýleně Kirchherr; 20. května 1938, Hamburk, Německo – 12. května 2020, Hamburk) byla německá fotografka a designérka, známá spoluprací se skupinou The Beatles (spolu se svými přáteli Klausem Voormannem a Jürgenem Vollmerem) a fotografiemi původních členů kapely, což byli: John Lennon, Paul McCartney, George Harrison, Stuart Sutcliffe a Pete Best - během jejich raných dnů v Hamburku.
Kirchherr se potkala s umělcem Sutcliffem v baru Kaiserkeller v Hamburku v roce 1960, kde hrál na basu s Beatles a později se s ním před jeho smrtí v roce 1962 zasnoubila. Přestože Kirchherr po roce 1967 pořídila velmi málo fotografií, její raná tvorba byla vystavena v Hamburku, Brémách, Londýně, Liverpoolu, New Yorku, Washingtonu, D.C., Tokiu, Vídni nebo v síni slávy Rock and Roll Hall of Fame. Vydala tři knihy fotografií v limitované edici.

## Život
Pochází z rodiny hamburského manažera firmy Ford Motor Company, vystudovala výtvarnou školu a pracovala v ateliéru fotografa Reinharta Wolfa. V roce 1960 navštívila spolu s dalšími hamburskými výtvarníky Klausem Voormannem a Jürgenem Vollmerem koncert Beatles v klubu Kaiserkeller. Mladí intelektuálové ovlivnění existencialismem byli nadšeni energií začínající kapely, v níž viděli mluvčí nastupující generace. Kirchherrová pořídila první profesionální fotografie skupiny a výrazně se podílela na její image, i když v řadě rozhovorů odmítla oblíbené tvrzení, že vymyslela typické účesy zvané mop-top. Zasnoubila se s baskytaristou Stuartem Sutcliffem, který po návratu Beatles do Anglie v prosinci 1960 skupinu opustil a zůstal s Astrid v Hamburku, kde studoval umění. Zemřel 10. dubna 1962 na krvácení do mozku.
Po Sutcliffově smrti Kirchherrová pracovala pro časopis Stern, dokumentovala natáčení filmu Perný den, je autorkou fotografie na obalu desky George Harrisona Wonderwall Music. V roce 1967 se provdala za Gibsona Kempa, člena skupiny Rory Storm and the Hurricanes. Zanechala umělecké činnosti a vystřídala různá zaměstnání, především jako barmanka, v devadesátých letech založila firmu K&K photography. Její snímky vyšly v knihách When We Was Fab a Hamburg Days.
Byla odbornou poradkyní režiséra Iaina Softleyho při natáčení filmu Backbeat (1994), pojednávajícího o začátcích The Beatles. Roli Kirchherrové v něm hrála Sheryl Lee.